# Hummasaari
Hummasaari är en ö i Finland. Den ligger i vattendraget Kumo älv och i kommunen Kumo i den ekonomiska regionen  Björneborgs ekonomiska region  och landskapet Satakunta, i den sydvästra delen av landet, 190 km nordväst om huvudstaden Helsingfors. Öns area är 7,9 hektar och dess största längd är 0,6 kilometer i nord-sydlig riktning.